# Rio Alunul (Jiu)
O Rio Alunul (Jiu) é um rio da Romênia afluente do rio Sadu (Jiu), localizado no distrito de Gorj.